# Yellow Magic Orchestra
Gli Yellow Magic Orchestra (YMO) sono stati un gruppo musicale giapponese di musica elettronica, formato da Haruomi Hosono (basso, tastiere e voce), Yukihiro Takahashi (batteria e voce), e Ryūichi Sakamoto (tastiere e voce). Il quarto membro, fondatore del gruppo, fu il programmatore musicale Hideki Matsutake.
Sono spesso considerati degli innovatori nell'ambito della musica elettronica popolare. Contribuirono alla nascita di generi e stili quali il synth pop, l'ambient house, l'electronica,  l'electro, il pop giapponese contemporaneo, la musica house, la techno, e l'hip hop. Più generalmente, la loro influenza è evidente fra vari generi di musica popolare, inclusa la dance music elettronica, l'ambient music, la chiptune, il pop,, il rock, e la musica melodica.

## Storia

### I primi anni del gruppo e la formazione
Prima della fondazione degli Yellow Magic Orchestra, il loro membro Ryūichi Sakamoto iniziò ad adoperare apparecchiature elettroniche, inclusi vari tipi di sintetizzatori (Buchla, Moog, e ARP), nella Tokyo National University of Fine Arts and Music, dove si iscrisse nel 1970. In seguito allo scioglimento del gruppo Happy End, il loro ex membro Haruomi Hosono iniziò a registrare numerosi album di rock elettronico, inclusi Kori no Sekai (1973) di Yosue Inoue e Benzaiten (1974) di Osamu Kitajima.
Sempre nello stesso periodo, il loro futuro "quarto membro" Hideki Matsutake, divenne l'assistente del compositore Isao Tomita. La maggior parte delle tecniche sviluppate da Tomita e Matsutake durante i primi anni settanta vennero successivamente adottate anche dai futuri Yellow Magic Orchestra. Alcune delle prime influenze degli YMO includono Giorgio Moroder e i Kraftwerk, formazione che venne scoperta da Sakamoto e successivamente fatta conoscere anche agli altri futuri membri del gruppo. Ciò che più interessava loro della formazione tedesca era lo stile "molto formalizzato", anche se volevano evitare di emulare il loro "approccio molto tedesco". Secondo ciò che dichiarò Sakamoto, essi erano stanchi dei musicisti giapponesi che tendevano a imitare gli stili occidentali e statunitensi, di conseguenza decisero di proporre una musica "che fosse originaria del Giappone". Egli considerava la musica teoretica dei Kraftwerk, molto impegnativa, semplice, minimale, e forte, fattori che contrastavano con la sua concezione di una musica "molto giapponese" ed eclettica. Il loro modello compositivo era meno minimalista, molto più melodico, e più basato sulle linee dei sintetizzatori, che dovevano produrre suoni "fatti su misura per gli amanti del divertimento".
A partire dal 1976, Sakamoto divenne membro dei Sadistic Mika Band assieme a Hosono e Yukihiro Takahashi. Successivamente, i tre musicisti parteciparono alla realizzazione dell'album "elettro-exotica" Paraiso, eseguito con una strumentazione comprendente sintetizzatori Yamaha CS-80, Roland e ARP Odyssey, Yamaha CP-30, pianoforti elettrici Rhodes, ed una chitarra elettrica. Attribuito a Harry Hosono and the Yellow Magic Band, l'album venne pubblicato nel 1978. Il trio partecipò anche alle sessioni di Pacific (1978), comprendente una prima versione del brano Cosmic Surfin. Sempre ispirati all'exotica, il gruppo registrò Cochin Moon nel 1978 assieme a Matsutake, ma senza Takahashi. Questa pubblicazione è caratterizzata da sonorità di musica indiana e comprende una delle prime tracce di "raga sintetico", Hum Ghar Sajan. Nello stesso anno, Sakamoto realizzò il suo primo album solista, Thousand Knives of Ryuichi Sakamoto, che fonde musica classica giapponese a sonorità elettroniche. Questo fu uno dei primi album a presentare un sequencer basato sui microprocessori, il Roland MC-8 Microcomposer. Hosono, Sakamoto e Takahashi decisero successivamente di inaugurare gli Yellow Magic Orchestra con l'omonimo album pubblicato nel 1978.
Oltre ad essere ispirato all'exotica, il debutto degli YMO venne realizzato con le moderne tecnologie elettroniche e non doveva presentare, almeno concettualmente, riferimenti all'orientalismo e l'esotismo. Il loro nome Yellow Magic Orchestra era un riferimento satirico all'ossessione dei giapponesi del periodo nei confronti della magia nera. L'album venne realizzato con un computer e dei sintetizzatori che, secondo Billboard, permise al gruppo di inventare nuove sonorità prima inesistenti.

### Successo nazionale ed internazionale (1978-1983)
Grazie al successo dell'album Yellow Magic Orchestra, la formazione godette di vasta popolarità, anche all'infuori del Giappone. In seguito alla pubblicità realizzata dalla Fuji Cassette, gli YMO resero popolare il "technopop" in madrepatria. Per un breve periodo di tempo gli YMO divennero inoltre il gruppo più popolare in Giappone.
Facendo un largo uso di sintetizzatori campionatori, sequencer, drum machine, computer, tecnologie di registrazione digitali, e cantando (generalmente in inglese) brani con riferimenti alla cultura cyberpunk, il gruppo estese rapidamente la propria popolarità ed influenza all'infuori del Giappone.
Il secondo album Solid State Survivor, pubblicato nel 1979, fu considerato in patria l'album migliore del gruppo, e vinse un premio da parte della Japan Records Award nel 1980. Questa uscita è caratterizzata dalla presenza dei testi fantascientifici scritti da Chris Mosdell, e contiene uno dei singoli di maggior successo del gruppo, Behind the Mask, brano già utilizzato nel 1978 per accompagnare una pubblicità della Seiko. La traccia venne successivamente rivisitata da Michael Jackson agli inizi degli anni ottanta, e pubblicata nel suo omonimo album postumo del 2010.
Solid State Survivor vendette oltre due milioni di copie nel mondo. Il loro primo album dal vivo Public Pressure raggiunse le zone più alte delle classifiche in Giappone e vendette 250,000 copie nell'arco di due settimane. La loro pubblicazione successiva, ×∞ Multiplies, vendette 200 000 copie in prevendita.
Essi godettero di vasta popolarità anche all'infuori del Giappone, ed organizzarono alcuni tour lungo l'Europa e gli Stati Uniti. Il singolo Computer Game ha venduto 400,000 copie negli Stati Uniti e raggiunto la diciassettesima posizione delle classifiche del Regno Unito. Gli YMO eseguirono dal vivo i brani Firecracker e Tighten Up durante lo spettacolo televisivo americano Soul Train. Il brano Riot in Lagos di Sakamoto, realizzato nello stesso periodo, è considerato un pioniere del genere electro. Gli YMO rimasero il gruppo di maggior successo commerciale del Giappone fino al 1982.

### Scioglimento temporaneo, breve reunion e nuovi progetti (1984-oggi)
In seguito alla pubblicazione del film-concerto Propaganda, la formazione si sciolse temporaneamente nel 1984. In seguito a questo fatto, ciascuno dei membri iniziò una carriera solista. Quello che godette di maggiore popolarità fu Sakamoto che, oltre a pubblicare numerose opere soliste, lavorò come attore, compose alcune colonne sonore, e vinse alcuni premi (inclusi un Grammy Award, un Oscar, ed un Golden Globe).
Il trio si riunì momentaneamente per pubblicare Technodon nel 1993, album attribuito ai NOT YMO (scritto con la sigla YMO sbarrata da una lettera "X").
A partire dal nuovo millennio, i membri degli Yellow Magic Orchestra si sono cimentati in una serie di progetti diversi, che includono alcune occasionali reunion e la fondazione del gruppo Sketch Show da parte di Hosono e Takahashi.

## Innovazioni
Gli Yellow Magic Orchestra sono considerati pionieri nel loro uso di sintetizzatori, campionatori, sequencer, drum machine computer e tecnologie digitali nella musica popolare. La formazione è considerata "avanti con i tempi" per aver anticipato la "moda globale delle drum machine, dei campionamenti e il boom dell'electropop". Essi avrebbero anche anticipato "lo spirito tecnologico degli anni ottanta" e certe sonorità videoludiche (come avviene, ad esempio, in "Computer Game" del 1978) e sarebbero divenuti precursori della tecnica "taglia e cuci" di frammenti sonori che vengono messi in loop attraverso le tecnologie digitali. Il loro singolo di successo del 1978, Computer Game/Firecracker, ad esempio, presenta un campionamento del brano Firecracker di Martin Denny, e di suoni tratti da videogiochi arcade (Space Invaders e Circus). Secondo quanto dichiarò la rivista Vinyl District Magazine, essi pubblicarono anche il primo album a presentare perlopiù suoni messi in loop e tratti dai campionamenti, Technodelic (1981). Nel loro album Yellow Magic Orchestra (1978), il gruppo utilizzò una grande varietà di strumenti elettronici (inclusi un sintetizzatore Korg PS-3100, un Moog III-C, alcuni sintetizzatori Minimoog, Polymoog, degli ARP Odyssey e molti altri). Fu anche uno dei primi album di musica popolare ad utilizzare un Roland MC-8 Microcomposer, programmato da Hideuki Matsutake durante le sessioni della registrazione; altro album ad adoperarlo fu Thousand Knives, l'esordio solista di Sakamoto. Roland definì l'MC-8 un "compositore di computer music" e fu uno dei primissimi sequencer basati sulla tecnologia dei microprocessori. All'epoca, Billboard notò che l'uso della tecnologia basata sui computer associati ai sintetizzatori permise alla Yellow Magic Orchestra di creare nuove sonorità che prima non erano di fatto possibili. Il debutto Yellow Magic Orchestra fu il primo concept album sui computer, tema che verrà approfondito successivamente anche nell'album Computerwelt (1981) dei Kraftwerk. Come risultato di queste innovazioni gli Yellow Magic Orchestra vennero definiti "seguiti come rock star nell'era delle programmazioni digitali".
Essi furono inoltre la prima formazione ad adoperare il Roland TR-808 Rhythm Composer, una delle prime e più influenti drum machine programmabili realizzate lungo la prima metà degli anni ottanta. Nonostante un primo insuccesso, questa drum machine godette di vasta popolarità anche grazie al successo della formazione, e divenne largamente usata fino al giorno d'oggi. Gli YMO furono definiti "i primi cyberpunk" e la loro musica è stata riconosciuta come "proto-techno". La loro traccia Technopolis (1979), descrivendo Tokio come una mecca elettronica, preannunciò la Detroit techno di musicisti quali Juan Atkins. Solid State Survivor (1979) presenta numerose delle prime canzoni di synth rock suonate con un computer, inclusa una versione "robotizzata" di "Day Tripper" dei Beatles. Il brano Multiplies del 1980 è un esperimento di ska elettronico. I ritmi e i suoni dell'electro music furono presenti per la prima volta nella traccia Riot in Lagos di Sakamoto. Il brano Rap Phenomena (1981) è stato uno dei primi esempi di rap elettronico. A partire dagli anni novanta, gli YMO sono stati definiti anche pionieri dell'ambient house.

## Stile e ispirazione
Le modalità secondo le quali la musica degli YMO si è evoluta con il passare del tempo è stata paragonata a quella dei Beatles: in una dichiarazione scritta nel settimanale SF Weekly, essi sarebbero passati dalla "buffa parodia disco-exotica" degli esordi, alla "sensuosa musica concreta" degli album Naughty Boys e Service. Secondo quanto dichiarato dallo scrittore musicale Piero Scaruffi, gli YMO furono pionieri del synth pop, uno stile che considerò "probabilmente l'unico veramente significativo nella musica melodica assieme al Merseybeat" e la cui influenza è ancora presente nella musica pop e rock contemporanea. Mentre i Kraftwerk adoperavano la tecnologia dei sintetizzatori per creare una musica "distopica e deprimente", gli YMO furono i primi a realizzare techno-pop "gioioso e liberatorio". A differenza dello "statuario robot-pop minimalista" dei loro contemporanei tedeschi, quello degli YMO era, infatti, caratterizzato da sonorità molto più melodiche.
Il gruppo subì molte influenze durante la propria carriera, esse includono: la musica elettronica giapponese (Isao Tomita), musica elettronica europea (Kraftwerk), exotica (Martin Denny), musica tradizionale giapponese, musica sperimentale cinese (del periodo della Rivoluzione Culturale), musica indiana (Ravi Shankar, musica di Bollywood), disco music (Giorgio Moroder), campionamenti di videogiochi (quali Space Invaders), rap americano, pop rock britannico (Beatles), ska caraibico, musica classica, suoni di animali (ad esempio il cavallo che corre nel brano Rydeen), e rumorismo. Sakamoto sosteneva che l'eclettismo del gruppo era l'equivalente di una porzione di bentō giapponese, e dichiarò che gli YMO non "facevano distinzione fra suono e rumore".

## Influenza del gruppo e riferimenti culturali
In una recensione intitolata Hi-Tech/No Crime scritta da Johnny Black per la rivista Hi-Fi News, venne scritto che gli Yellow Magic Orchestra furono "i tecnici di dance music elettronica più avventurosi ed influenti che il mondo abbia mai avuto" e venne aggiunto che "senza di loro (e i Kraftwerk) la musica di oggi sembrerebbe ancora musica di 'ieri'." Riferendosi agli Yellow Magic Orchestra, Jason Ankeny scrisse nel libro Allmusic Guide to Electronica, che furono "un'influenza seminale nella musica elettronica contemporanea" e li considerò "i principali innovatori, secondi solo ai Kraftwerk, della cultura elettronica contemporanea." La HMV con sede in Giappone li piazzò al secondo posto fra le cento migliori band giapponesi di sempre (al primo vi sono i Sothern All Stars, un gruppo musicale pop rock quasi sconosciuto all'infuori della loro madrepatria).
Oltre ad essere considerati pionieri della musica elettronica popolare, gli YMO continuano ad essere remixati e campionati da altri musicisti, inclusi Yamantaka Eye, LFO, 4hero, Señor Coconut, The Orb, 808 State, Orbital, Human League, Afrika Bambaataa, Michael Jackson, Quincy Jones, Greg Phillinganes, Eric Clapton, Mariah Carey e Jennifer Lopez.
Il successo degli YMO influì su molti altri musicisti synth pop, in particolar modo quelli britannici. Alcuni dei gruppi "in debito" verso il trio giapponese includono Ultravox, John Foxx, Gary Numan, Duran Duran, Depeche Mode, Camouflage, Orchestral Manoeuvres in the Dark, Human League, Visage, Art of Noise, e Todd Rundgren. Il gruppo influì inoltre nella musica dei gruppi new romantic, inclusi i Japan: il loro batterista Steve Jansen si ispirò a Takahashi, mentre il leader David Sylvian prese ispirazione dalla musica di Sakamoto.
La formazione divenne popolare nell'emergente cultura hip hop degli anni ottanta. Oltre ad essere stati citati nel brano Death Mix di Afrika Bambaataa ed aver ispirato il musicista nella sua traccia Planet Rock, essi furono considerati, secondo quanto scritto nella rivista britannica The Guardian, il gruppo che inventò l'hip hop. Il brano Riot in Lagos influì nel repertorio dei Mantronix: il leader Kurtis Mantronik compilò, infatti, un'antologia delle canzoni che ispirarono la sua musica durante la prima fase di carriera (That's My Beat, 2002), fra esse erano incluse Riot in Lagos e Computer Games. Riot in Lagos venne inoltre inclusa nell'antologia Kings of Electro (2007) compilata dal progetto inglese Playgroup, e considerata "uno degli eventi chiave della dance music". I suoni videoludici presenti in alcuni brani della Yellow Magic Orchestra ispirarono numerose formazioni pop e hip hop. I loro brani Computer Game e Firecracker furono inoltre campionati in brani quali Mega Mixx II della 2 Live Crew, Funky Towel dei De La Soul, I'm Real di Jennifer Lopez e nella versione originale di Loverboy di Mariah Carey.
Gli YMO influirono anche nella techno di Detroit, i cui musicisti, comprendenti Juan Atkins, Kevin Saunderson e Derrick May, ammisero di essersi ispirati al gruppo giapponese ed ai Kraftwerk. Altri gruppi techno "in debito" verso il trio giapponese includono Cybotron, Sweet Exorcist, e Carl Craig. Agli Yellow Magic Orchestra è stata attribuita un'influenza anche nello stile ambient house e acid house. Gruppi musicali quali gli Orb compilarono un'antologia di remix dedicata al gruppo nipponico: Hi-Tech/No Crime (1992).
Il brano Rydeen fu popolare in Italia negli anni 80 in quanto era la sigla del quiz televisivo a premi Bis, condotto da Mike Bongiorno su Canale 5.

## Discografia

### Album in studio
- 1978 - Yellow Magic Orchestra
- 1979 - Solid State Survivor
- 1980 - ×∞ Multiplies
- 1981 - BGM
- 1981 - Technodelic
- 1983 - Naughty Boys
- 1983 - Naughty Boys Instrumental
- 1983 - Service
- 1993 - Technodon (come YMO)

### Singoli
- Firecracker (1979, Stati Uniti)
- Yellow Magic (Tong Poo) (1979, Regno Unito)
- Technopolis (1979, Giappone)
- La Femme Chinoise (1979, Regno Unito) (Testi di Chris Mosdell)
- Computer Game (1980, Regno Unito, Italia, Spagna)
- Rydeen (1980, Japan 1982, Regno Unito)
- Behind the Mask (1980, Regno Unito, Stati Uniti, Italia) (Testi di Chris Mosdell)
- Nice Age (1980, Regno Unito, Paesi Bassi) (Testi di Chris Mosdell)
- Tighten Up (Japanese Gentlemen Stand Up Please) (versione dell'omonimo successo di Archie Bell & the Drells; 1980, Stati Uniti, Giappone; 1981, Regno Unito)
- Cue (1981, Giappone)
- Mass (1981, Giappone)
- Taiso (1982, Australia, Giappone)
- Pure Jam (1982, Spagna)
- Kimi ni Munekyun (1983, Giappone)
- Kageki na Shukujo (1983, Giappone)
- Ishin Denshin (You've Got To Help Yourself) (1983, Giappone)
- Every Time I Look Around (I Hear The Madmen Call) (1983, Paesi Bassi)
- Reconstructions (EP) (1992, Regno Unito)
- Pocketful of Rainbows (1993, Giappone)
- Be A Superman (1993, Giappone)
- Rescue / Rydeen 79/07 (2007, Giappone) - Pubblicazione download digitale: 10 marzo 2007, CD: 22 agosto 2007
- The City of Light / Tokyo Town Pages (2008, Giappone)

### Album live
- 1980 - Public Pressure
- 1984 - After Service
- 1991 - Faker Holic (Transatrantic Tour 1979)
- 1992 - Complete Service Mixed By Brian Eno
- 1993 - Technodon Live
- 1993 - Live At The Budokan 1980
- 1993 - Live At Kinokuniya Hall 1978
- 1995 - Winter Live 1981
- 1996 - World Tour 1980
- 1997 - Live At The Greek Theatre 1979
- 2008 - LONDONYMO - Yellow Magic Orchestra Live in London 15/6 08
- 2008 - Gijonymo – Yellow Magic Orchestra Live in Gijon 19/6 08
- 2015 - No Nukes 2012

### Raccolte
- 1984 - Sealed
- 1992 - Kyoretsu Na Rhythm
- 2000 - YMO Go Home! : The Best of Yellow Magic Orchestra, (brani scelti da Haruomi Hosono)
- 2001 - One More YMO: The Best of YMO Live" (brani scelti da Yukihiro Takahashi)
- 2003 - UC YMO: Ultimate Collection of Yellow Magic Orchestra, (brani scelti da Ryuichi Sakamoto)

### Album di remix
- 1992 - Hi-tech/No Crime (Yellow Magic Orchestra Reconstructed) (Compilation di remix eseguiti da artisti britannici)